# Vacanze all'isola dei gabbiani
Vacanze all'isola dei gabbiani (Vi på Saltkråkan) è un romanzo di Astrid Lindgren pubblicato originariamente nel 1964.
Il libro, incentrato sull'estate di una famiglia svedese, prende spunto dalla serie televisiva Vacanze nell'isola dei gabbiani, 13 episodi da 25 minuti l'uno, scritti dalla stessa Lindgren e messi in onda per la prima volta nel 1964. Nel 1968 gli episodi furono compattati in un unico film, mentre vennero realizzati quattro ulteriori spin-off (Tjorven, Båtsman och Moses nel 1964, Tjorven och Skrållan nel 1965, Tjorven och Mysak nel 1966 e Skrållan, Ruskprick och Knorrhane nel 1967).

## Trama
I Melkerson, una famiglia di Stoccolma, affittano una casa in un'isoletta dell'arcipelago svedese chiamata Isola dei gabbiani. Il padre Melker appare entusiasta e, nonostante la riluttanza della figlia Karin e dei figli Johan, Niklas e Pelle, tutti e cinque si innamoreranno della pace e della tranquillità dell'isola, degli abitanti del luogo, e della "Casa del Falegname", la casa in cui trascorreranno allegramente l'estate.

## Personaggi
- Melker Melkerson, padre di famiglia e scrittore un po' matto, un po' pasticcione e molto affezionato ai figli.
- Karin Melkerson (in originale Malin Melkersson), diciannovenne figlia maggiore di Melker, che si prende cura del padre e dei fratelli quasi fosse la "mamma" di casa, i cui corteggiatori sono malvisti dai fratellini, i quali temono che, sposandosi, lei li abbandonerebbe.

Nella versione italiana (1972) del libro non è Karin ma Misa.
- Johan e Niklas Melkerson, scatenati figli tredicenni di Melker, che subito faranno amicizia con Teddy e Freddy
- Pelle Melkerson, il fratellino più piccolo, amante della natura e degli animali
- Melina Grankvist (nome originale Tjorven Grankvist), figlia piccola di Marta e Nisse, amica di Pelle e di Melker, che chiama affettuosamente "Zio Melker".

Nella versione Italiana (1972) non è Melina ma Ciorven, anche se dichiara che il suo vero nome è "Maria Karin Eleonora Josefina".
- Nostromo (nome originale Båtsman), affettuoso cane San Bernardo di Melina
- Teodora "Teddy" e Frederika "Freddy" Grankvist , sorelle maggiori di Melina, scatenate come Johan e Niklas
- Nisse e Marta Grankvist, genitori di Teddy, Freddy e Melina, proprietari dell'emporio dell'Isola.
- Stina, amica di Pelle e Melina, che trascorre le vacanze all'Isola dal nonno, Sodermann, e con il suo animale domestico: un corvo. Spesso si trova a bisticciare con Melina per conquistare l'attenzione di Pelle. Nella versione Italiana (1972) del libro non è Stina ma Tina.
- Vestermann, abitante dell'isola molto avaro e attaccabrighe
- Söderman, nonno di Stina
- Krister, "aspirante" fidanzato di Karin

## Edizioni italiane
- Astrid Lindgren, Vacanze all'isola dei gabbiani, traduzione di Laura Draghi e Aria Torikko, Vallecchi, 1972,  p. 356.
- Astrid Lindgren, Vacanze all'isola dei gabbiani, traduzione di Laura Draghi e illustrato da Grazia Nidasio, collana Gl'istrici, Adriano Salani Editore, 1994,  p. 272, ISBN 88-7782-346-1.
- Astrid Lindgren, Vacanze all'isola dei gabbiani, traduzione di Laura Draghi e illustrato da Grazia Nidasio, collana Gl'istrici, Adriano Salani Editore, 2008,  p. 272, ISBN 88-6256-022-2.

## Citazioni
Nel romanzo Tornatrás di Bianca Pitzorno, Colomba e Pulce dialogano sui libri che hanno letto, e a proposito di Vacanze all'isola dei gabbiani, Pulce esclama «L'ho letto cinque volte di seguito».